# مدرسه عباسقلی‌خان شاملو
مدرسه علمیه عباسقلی‌خان شاملو معروف به مدرسه عباسقلی‌خان مربوط به سدهٔ ۱۱ ه‍.ق است که توسط عباسقلی‌خان بیگلربیگی در سال ۱۰۷۷ق ساخته شده و نام سازنده در کتیبه سردر ورودی مدرسه ذکر شده است و در مشهد، ابتدای خیابان صفوی واقع شده و این اثر در تاریخ ۲۶ تیر ۱۳۵۷ با شمارهٔ ثبت ۱۶۱۷ به‌عنوان یکی از آثار ملی ایران به ثبت رسیده است. این مدرسه، امروزه از مدارس حوزه علمیه مشهد است و در ابتدای خیابان نواب صفوی، در حاشیه زیرگذر، در کنار حرم رضوی قرار دارد.
بنای مدرسه چهار ایوانی و در دو طبقه می‌باشد. فضای کلی این مدرسه مستطیل است که دور تا دور ساختمان، حجره‌هایی برای سکونت طلاب قرار دارد. تعداد حجره‌ها به ۱۰۴ عدد می‌رسد و رو به روی هر حجره، غرفه‌ای مشرف به صحن وسیع مدرسه وجود دارد. مدرسه همچنین در حدود ۱۲ راه پله دارد که طبقات را بهم متصل می‌کند. این مدرسه تماماً با آجر ساخته شده و دارای تزئیناتی اعم از کاشی‌کاری و مقرنس‌کاری سردر ورودی ایوان‌ها و حجرات و رواق‌ها است. سردر این مدرسه در جریان توسعه حرم و تعریض خیابان نواب صفوی، به عنوان یکی از آثار تاریخی – مذهبی، بدون تخریب شکل ظاهری به عقب کشیده شد و اکنون در حاشیه ضلع جنوبی خیابان واقع شده است.

## وضعیت کنونی
مدرسه عباسقلی‌خان از جمله آثار معماری مشهد بوده که تحت نظارت سازمان میراث فرهنگی خراسان است. این مدرسه، اکنون در نزدیکی حرم رضوی قرار داشته و یکی از مراکز حوزه علمیه مشهد به‌شمار می‌آید.
هم‌اکنون در این مدرسه بیش از ۱۰۰ طلبه مشغول به تحصیل می‌باشند.
طلاب سطح مقدماتی این مدرسه از فارغ التحصیلان دانشگاه می‌باشند که پس از اتمام تحصیلات دانشگاهی در رشته‌های مختلف، وارد حوزه علمیه شده و مشغول به تحصیل در زمینه معارف اسلامی می‌باشند.
پذیرش طلاب در سطوح عالی این مدرسه نیز در قالب «مدرسه تخصصی علوم عقلی» از سال ۱۳۹۶ آغاز گردیده است و هم‌اکنون حدود سی نفر در این رشته در مدرسه عباسقلی خان مشغول به تحصیل می‌باشند.